# Association iranienne de taekwondo
L'Association iranienne de taekwondo est la première association sportive non gouvernementale iranienne[réf. nécessaire]. Cette association a officiellement commencé ses activités avec le permis délivré par le Ministère de l'Intérieur et le Pouvoir Judiciaire en 2001. Fondateurs et Directeurs de cette association est Seyed Ali Haghshenas.

## Activités
L'Association iranienne de taekwondo en plus de l'établissement des premières écoles de Taekwondo en Iran a organisé beaucoup de concours entre les divers groupes d'âge, et a formé beaucoup d'entraîneurs et de juges.

## Opposition du gouvernement
Les Autorités Iraniennes de Sport et la Fédération Iranienne de Taekwondo sont contre l'activité de cette association. Ces désaccords ont été exprimés par les diverses manières telles que les directives envoyées aux villes et aux zones,,,,,,.